# Eileene Parsons
Eileene Lucia Parsons OBE (5 tháng 7 năm 1930 – 22 tháng 6 năm 2025) là cựu Bộ trưởng Chính phủ Quần đảo Virgin thuộc Anh (BVI). Bà là một trong những nữ bộ trưởng đầu tiên và là phó diễn giả đầu tiên của chính phủ đó. Trên báo chí địa phương, bà thường được gọi là "biểu tượng văn hóa" cho công việc của mình với Công ty Khiêu vũ BVI và các tổ chức văn hóa địa phương khác.

## Cuộc đời
Parsons được sinh ra trên đảo Tortola và bà đã đến sống với dì của mẹ mình là Constance Parrott. Bà và dì của bà chuyển đến St Thomas, nơi bà học tại trường trung học Charlotte Amalie.
Parsons tiếp tục giáo dục đại học ở Puerto Rico nơi bà học về may mặc và Nghệ thuật công nghiệp. Bà lấy bằng liên kết tại Quần đảo Virgin về Cử nhân trong việc quảng bá du lịch tại Đại học Quốc tế Florida.
Parsons qua đời tại một bệnh viện ở Road Town vào ngày 22 tháng 6 năm 2025, thọ 94 tuổi.

## Công việc
Parsons giảng dạy tại các trường học ở Quần đảo Virgin thuộc Mỹ và Anh cũng như làm thư ký cho các quản trị viên cao cấp tại trường đại học và Bộ Giáo dục. Trong năm năm, bà là người đăng ký và đạt được học bổng tại H. Lavity Stoutt Community College. Trong thời gian rảnh rỗi, bà đã tham gia vào một số sáng kiến văn hóa và thể thao cũng như viết cho tờ báo địa phương và đồng sáng tác một cuốn sách về lịch sử của nghệ thuật biểu diễn.
Parsons cũng từng là Cán bộ văn hóa từ 1984-1989 và đã hoạt động trong văn hóa và thể thao. Bà thành lập Cộng đồng Ca sĩ và Công ty Khiêu vũ BVI. Bà cũng đã viết nhiều để xuất bản trên các tờ báo địa phương và đồng tác giả cuốn sách 1834 - 1984 - Một trăm năm mươi năm thành tựu và phát triển thông qua nghệ thuật biểu diễn.
Bà cũng chủ trì Ủy ban Lễ hội của BVI từ 1975-83.

## Chính trị
Parsons đã tranh cử các cuộc bầu cử vào năm 1983, 1986 và 1990 nhưng phải đến cuộc tổng tuyển cử Quần đảo Virgin thuộc Anh năm 1995, bà cuối cùng cũng thành công. Bà gia nhập phe đối lập trong năm năm và sau đó gia nhập Đảng Quần đảo Virgin và ngồi trên băng ghế của Chính phủ cùng hai người khác. Năm 1997, bà trở thành Bộ trưởng Bộ Y tế, Giáo dục và Phúc lợi. Bà đã tham gia cuộc bầu cử năm 1999 và trở thành phó tổng trưởng cũng như tiếp tục tại Bộ Y tế, Giáo dục và Phúc lợi cho đến năm 2000.
Trong cuộc bầu cử tiếp theo, bà đã ứng cử vào Đảng Dân chủ Quốc gia và sau đó trở thành Phó Chủ tịch.
Parsons được phong tặng Huân chương Đế quốc Anh trong danh sách Danh dự Sinh nhật 2013 của Nữ hoàng Elizabeth II cho "các dịch vụ cho giáo dục và cộng đồng". Năm 2014, bà được coi là một biểu tượng văn hóa trên quốc đảo. Năm đó, bà chủ trì một ủy ban công nhận những người đã đóng góp cho BVI. Bà vẫn tiếp tục bày tỏ quan điểm sau khi rút lui khỏi chính trị, với sự thiếu quan tâm đến triển vọng độc lập tiềm năng của Quần đảo Virgin thuộc Anh khỏi Vương quốc Anh.

## Vinh danh và công nhận
Khán phòng Eileene L. Parsons Auditorium tại H. Lavity Stoutt Community College được đặt tên để vinh danh bà.

## Bình luận
Kể từ khi nghỉ hưu, Parsons thỉnh thoảng lọt vào mắt công chúng liên quan đến những bình luận gây tranh cãi mà bà đã đưa ra. Vào tháng 1 năm 2015, bà đã nguyền rủa Andrew Fahie, thành viên của Hội đồng quận 1, và sau đó từ chối xin lỗi. Trong tháng 2 năm 2016 để đáp ứng với một câu hỏi về một báo cáo ngân sách 137% đầu tư vào dự án nào đó đã là chủ đề của những lời chỉ trích, bà cho rằng điều này là bình thường và nó không phải là một nguồn lo ngại.

## Lịch sử bầu cử
| Năm | Huyện   | Đảng                  | Phiếu bầu | Tỷ lệ phần trăm | Thắng / thua ký quỹ | Kết quả        |
| --- | ------- | --------------------- | --------- | --------------- | ------------------- | -------------- |
| 1983 | Quận 5  | Độc lập               | 154       | 33,2%           | -33                 | Thua C. Romney |
| 1986 | Quận 5  | Độc lập               | 158       | 36,2%           | -26                 | Thua C. Romney |
| 1990 | Quận 5  | Độc lập               | 254       | 39,2%           | -47                 | Thua C. Romney |
| 1995 | Cả nước | Độc lập               | 1.675     | 8,59%           | + 240 *             | Thắng (lần 1)  |
| 1999 | Cả nước | Đảng Quần đảo Virgin  | 2.288     | 9,56%           | + 631 *             | Thắng (lần 4)  |
| 2003 | Cả nước | Đảng dân chủ quốc gia | 3,515     | 11,35%          | + 241 *             | Thắng (lần 3)  |
| * Đối với các ứng cử viên lớn (tổng tuyển cử) đã giành chiến thắng, đây là mức chênh lệch phiếu bầu so với ứng cử viên thứ 5 (tức là ứng cử viên có số phiếu bầu cao nhất không được bầu). Đối với những ứng cử viên lớn thua cuộc, đây là sự khác biệt về số phiếu so với ứng cử viên đứng thứ 4 (tức là ứng cử viên có số phiếu bầu thấp nhất đã được bầu). |         |                       |           |                 |                     |                |